# Walter Beyer
Walter Beyer (* 11. Januar 1920 in Westhofen; † 2. Juli 2012 in Gollenberg) war ein deutscher Beamter und Kommunalpolitiker (SPD), unter anderem Landrat.

## Werdegang
Beyer kehrte beinamputiert aus dem Zweiten Weltkrieg zurück. Ein wirtschaftswissenschaftliches Studium schloss er als Diplom-Volkswirt ab an der Universität Heidelberg ab, wo er 1948 zum Doktor promoviert wurde. Seit 1946 war er Mitglied der Studentenverbindung Rupertia Heidelberg. Er absolvierte die Ausbildung für den Höheren Verwaltungsdienst. 
Er war am Landratsamt Bingen tätig und war dort Erster Kreisdeputierter. Nach dem Tod seines späteren Schwiegervaters Landrat Jakob Heep setzte ihn Ministerpräsident Peter Altmeier als Landrat des Landkreises Birkenfeld ein. Er wohnte in Gollenberg und blieb bis 1982 im Amt.

## Ehrungen
- 1982: Verdienstkreuz 1. Klasse der Bundesrepublik Deutschland